# تيم دي زارن
تيم دي زارن (بالإنجليزية: Tim de Zarn)‏ مواليد 11 يوليو 1952 في سينسيناتي، الولايات المتحدة، هو ممثل أمريكي بدأ مسيرته الفنية سنة 1986.

## الأعمال

### أفلام
- نادي القتال (1999)
- الرجل العنكبوت (2002) (بدور: فيليب واتسون)
- مجزرة منشار تكساس:البداية (2006)
- موت قاسي 4 (2007)
- لا يمكن تعقبها (2008) (بدور: هربرت ميلر)
- كوخ الغابة (2012)

### مسلسلات
- ستار تريك: الجيل التالي
- ستار تريك: فوياجر
- المحيط الهادي الأزرق
- سلاح ناري
- ستار تريك: ديب سبيس ناين
- بريزون بريك
- راهب
- أبناء الفوضى

## روابط خارجية
- تيم دي زارن على موقع IMDb (الإنجليزية)
- تيم دي زارن على موقع قاعدة بيانات الأفلام العربية
- تيم دي زارن على موقع ألو سيني (الفرنسية)
- تيم دي زارن على موقع أول موفي (الإنجليزية)
- تيم دي زارن على موقع قاعدة بيانات الأفلام السويدية (السويدية)
- تيم دي زارن على موقع قاعدة بيانات الفيلم (الإنجليزية)
- تيم دي زارن على موقع كينوبويسك (الروسية)